# Courbe algébrique réelle plane
Une courbe algébrique réelle plane est une courbe dont l’équation cartésienne peut se mettre sous forme polynomiale (une courbe non algébrique est dite transcendante) :
{\displaystyle P(x,y)=0}, où P est un polynôme.
En géométrie algébrique, une courbe est une variété algébrique dont les composantes connexes sont toutes de dimension 1. En pratique, on se restreint souvent aux courbes projectives non singulières et connexes.

## Définition
Une courbe algébrique est l’ensemble des points d’un espace géométrique dont les coordonnées cartésiennes sont solutions d’une équation algébrique.
L’espace géométrique considéré est le plus souvent le plan affine euclidien réel, mais il est possible :
- de recourir à des espaces de dimension supérieure à deux (espace ou hyperespace au lieu du plan) ;
- de se placer dans le cadre d’une autre géométrie qu’affine euclidienne (projective par exemple) ;
- de travailler avec un autre corps de base que celui des réels (en cryptographie par exemple, on utilise des plans sur des corps finis).

Nous nous limiterons cependant ici au cas du plan affine euclidien réel.
Les coordonnées cartésiennes d’un point M dans le plan sont deux nombres (habituellement réels, mais cela peut dépendre du plan considéré) appelés respectivement abscisse et ordonnée, et notés habituellement x et y. Ils désignent les valeurs des projections du point M sur deux axes orthogonaux du plan.
Une équation algébrique dans le plan est une équation qui peut être mise sous la forme :
 {\displaystyle P(x,y)=0} 
où P désigne un polynôme irréductible non nul en deux indéterminées.

## Degré et terminologie
Le polynôme P ainsi associé à une courbe est unique à produit près par un réel non nul. Son degré n permet de classer les courbes algébriques ; nous avons :
- pour n = 1, les droites ;
- pour n = 2, les coniques ;
- pour n = 3, les cubiques ;
- pour n = 4, les quartiques ;
- pour n = 5, les quintiques ;
- pour n = 6, les sextiques ;
- au-delà, on parle plutôt de « courbe algébrique de degré n ».

## Exemples
- La lemniscate de Bernoulli de foyers F=(1;0) et F'=(-1;0) est la quartique dont une équation est {\displaystyle x^{4}+y^{4}+2x^{2}y^{2}-2x^{2}+2y^{2}=0.}
- Le folium de Descartes est une cubique.
- Les courbes elliptiques réelles.

## Propriétés
Le théorème d'universalité de Kempe, démontré en 1875 par Alfred Kempe, affirme que toute courbe algébrique réelle plane peut être tracée à partir d'un certain assemblage de tiges rigides articulées. Ce théorème répond à la généralisation d'un problème étudié au XIXe siècle : la conception de mécanisme permettant de tracer des droites. L'invention de mécanismes tels que le dispositif de Peaucellier-Lipkin est en effet devenu un important sujet de recherche du fait de ses applications industrielles.